# 烈焰傳媒
《烈焰傳媒》（英語：Blaze Media），是一個美國的網路媒體，它成立於2018年，是TheBlaze和CRTV LLC合併的結果。公司的領導層由執行長泰勒·卡登（英語：Tyler Cardon）和總裁加斯頓·穆尼（英語：Gaston Mooney）組成。總部位於德克薩斯州歐文市，並在華盛頓特區設有工作室和辦事處。

## 外部連結
- 官方网站（英文）
- The Blaze的Facebook專頁（繁體中文）
- YouTube上的BlazeTV頻道
- The Blaze的X（前Twitter）
- The Blaze的Instagram帳戶